# Dreamchasers 3
Dreamchasers 3 is de achtste mixtape van de Amerikaanse rapper Meek Mill. Het is de derde mixtape in zijn Dreamchasers-reeks. De mixtape werd uitgebracht onder het Maybach Music-label van collega rapper Rick Ross en zijn eigen label Dream Chasers Records op 29 september 2013. Op de mixtape komen gastoptredens voor van:  Travis Scott, Birdman, Diddy, Rick Ross, Nicki Minaj, Yo Gotti, Fabolous, French Montana, Future, Jadakiss, Mase, Cory Gunz en zijn artiesten van het Dream Chasers label.